# Conognatha errata
Conognatha errata es una especie de escarabajo del género Conognatha, familia Buprestidae. Fue descrita científicamente por Fairmaire en 1867.